# The Campfire Headphase
The Campfire Headphase – trzeci album studyjny szkockiego duetu elektronicznego Boards of Canada, wydany w 2005 roku. Dotarł do 2. miejsca na liście UK Dance Albums.

## Wydania
Latem 2005 roku Boards of Canada zakończyli pracę nad swoim trzecim albumem dla Warp Records. Album został wydany 17 października 2005 roku w Wielkiej Brytanii jako: podwójny LP, CDoraz digital download (15 plików FLAC lub WAV).

## Muzyka
Od strony muzycznej album nie przyniósł istotnych zmian. Zespół kontynuuje styl downtempo/electronika. Poszczególne utwory („Sherbet Head”, „Dayvan Cowboy”) zdradzają wpływ od Briana Eno do Aphex Twina, kolegi z Warp Records. W „Chromakey Dreamcoat” słychać na tle ambientowego dźwięku i rytmicznego beatu drżący ornament gitarowy, podczas gdy „Satellite Anthem Icarus” przypomina akustyczną piosenkę przy ognisku, zarejestrowaną w przestrzeni kosmicznej.
Do utworu „Dayvan Cowboy” został nakręcony teledysk, przedstawiający podniebnego nurka spadającego z kosmosu do oceanu, a następnie surfującego w stronę zachodzącego słońca w kulminacyjnym punkcie piosenki. Był to pierwszy publicznie dostępny teledysk, który został wydany poza koncertami zespołu.

## Lista utworów

### LP
Lista według Discogs:    
| 1. | Into The Rainbow Vein   | 0:44  |
|    |                         |       |
| 2. | Chromakey Dreamcoat     | 5:47  |
|    |                         |       |
| 3. | Satellite Anthem Icarus | 6:08  |
|    |                         |       |
| 4. | Peacock Tail            | 5:24  |
|    |                         |       |
|    |                         | 18:03 |
|    |                         |       |

| 1. | Dayvan Cowboy       | 5:00  |
|    |                     |       |
| 2. | A Moment Of Clarity | 0:51  |
|    |                     |       |
| 3. | '84 Pontiac Dream   | 3:49  |
|    |                     |       |
| 4. | Sherbet Head        | 2:41  |
|    |                     |       |
|    |                     | 12:21 |
|    |                     |       |

| 1. | Oscar See Through Red Eye | 5:08  |
|    |                           |       |
| 2. | Ataronchronon             | 1:14  |
|    |                           |       |
| 3. | Hey Saturday Sun          | 4:56  |
|    |                           |       |
| 4. | Constants Are Changing    | 1:42  |
|    |                           |       |
|    |                           | 13:00 |
|    |                           |       |

| 1. | Slow This Bird Down         | 6:09  |
|    |                             |       |
| 2. | Tears From The Compound Eye | 4:03  |
|    |                             |       |
| 3. | Farewell Fire               | 8:28  |
|    |                             |       |
|    |                             | 18:40 |
|    |                             |       |

| 1.  | Into The Rainbow Vein       | 0:44    |
|     |                             |         |
| 2.  | Chromakey Dreamcoat         | 5:47    |
|     |                             |         |
| 3.  | Satellite Anthem Icarus     | 6:04    |
|     |                             |         |
| 4.  | Peacock Tail                | 5:24    |
|     |                             |         |
| 5.  | Dayvan Cowboy               | 5:00    |
|     |                             |         |
| 6.  | A Moment Of Clarity         | 0:51    |
|     |                             |         |
| 7.  | '84 Pontiac Dream           | 3:49    |
|     |                             |         |
| 8.  | Sherbet Head                | 2:41    |
|     |                             |         |
| 9.  | Oscar See Through Red Eye   | 5:08    |
|     |                             |         |
| 10. | Ataronchronon               | 1:14    |
|     |                             |         |
| 11. | Hey Saturday Sun            | 4:56    |
|     |                             |         |
| 12. | Constants Are Changing      | 1:42    |
|     |                             |         |
| 13. | Slow This Bird Down         | 6:09    |
|     |                             |         |
| 14. | Tears From The Compound Eye | 4:03    |
|     |                             |         |
| 15. | Farewell Fire               | 8:26    |
|     |                             |         |
|     |                             | 1:01:58 |
|     |                             |         |

Wszystkie utwory napisali, zrealizowali i wyprodukowali: Marcus Eoin i Michael Sandison.

## Odbiór

### Opinie krytyków
| Oceny łączne      | Oceny łączne |
| Publikacja        | Ocena        |
| ----------------- | ------------ |
| Album of the Year | 78/100       |
| Metacritic        | 79/100       |
| Recenzje          |              |
| Publikacja        | Ocena        |
| AllMusic          | [ 2 ]        |
| Gigwise           | [ 9 ]        |
| The Guardian      | [ 10 ]       |
| laut.de           | [ 11 ]       |
| No Ripcord        | 8/10         |
| The Observer      | [ 13 ]       |
| Pitchfork         | 7.6/10       |
| PopMatters        | 8/10         |
| Porcys            | 6.1/10       |
| RYM               | 3.70/5       |
| Sputnikmusic      | 5.0/5        |
| Tiny Mix Tapes    | [ 19 ]       |

Album zyskał powszechne uznanie na podstawie 30 recenzji krytycznych.
„The Campfire Headphase pokazuje, że Boards of Canada zmienili niewiele ze swoich metod, a więcej ze swoich dźwięków. Kluczową różnicą pomiędzy tym albumem a jego poprzednikami jest pojawienie się nieprzetworzonych, rozpoznawalnych gitar” – ocenia John Bush z AllMusic zauważając jednocześnie że „o ile duet w ciągu siedmiu lat poprawił się nieco jako producent, o tyle nie rozwinął się jako twórca melodii. The Campfire Headphase brakuje transcendentnego wdzięku, który uczynił Music Has the Right to Children, a nawet Geogaddi klasykami w swojej dziedzinie”.
Zdaniem Gregory’ego Britscha z laut.de The Campfire Headphase „może nie tak dziwny jak Geogaddi, ale nie mniej wciągający i urzekający. Niewątpliwie to Boards Of Canada. I tak grają w swojej własnej lidze elektroniki.
Mark Richardson z magazynu Pitchfork ocenia The Campfire Headphase niżej niż Geogaddi dając mu 7.6 punktu na 10 (poprzedni 8.6). „Geogaddi był o kilka odcieni mroczniejszy niż to, co było wcześniej, ale tej ponurej nutki przemocy, którą sugerowała tamta płyta, nigdzie na The Campfire Headphase nie znajdziemy. Zamiast tego, najnowsza płyta oferuje być może najbardziej marzycielską wizję zespołu, jak dotąd”– twierdzi recenzent oceniając, iż: „Pod względem nastroju, Campfire jest płytą ospałą, zmęczoną, ostre krawędzie stępione jakby przez marsz czasu. Campfire Headphase to przede wszystkim średnie tony, a średnie tempa przedstawiają na pierwszym planie oszałamiający wachlarz instrumentalnego przetworzenia. (…) Najlepszą rzeczą, jaką Campfire Headphase ma do zaoferowania, to nieokreślone syntezatorowe dźwięki”– podsumowuje.
Twierdzi jednak, iż:

Tak długo jak Mike Sandison i Marcus Eoin będą razem tworzyć muzykę, zawsze będą brzmieć jak Boards of Canada.

Turkusowa okładka The Campfire Headphase przypomina, zdaniem Johna Burgessa z dziennika The Guardian, grafikę z Music Has the Right to Children, podobnie jak ”sepiowa produkcja i powiew nostalgii wynikający z wadliwie brzmiących syntezatorów. Do swojego szablonu [muzycy] dodali jednak gitary, co najlepiej słychać w utworze 'Dayvan Cowboy', który przywodzi na myśl zarówno Serge’a Gainsbourga, jak i My Bloody Valentine. Fani będą zadowoleni, że teraz mogą mieć to, co prawdziwe, ale czy uznają, że warto było czekać?” – pyta retorycznie recenzent dając wydawnictwu 3 gwiazdki (na 5 możliwych).
Według Simona Reynoldsa z The Observer twórczość Boards of Canada to proces odzyskiwania straconego czasu i wyzwalanie, poprzez „lśniące ścieżki melodii i mgliste tekstury, pogrzebanych wspomnień”. Ta „praca nad pamięcią” była widoczna jego zdaniem już na poprzednich dwóch albumach zespołu, a The Campfire Headphase zmierza do tego samego efektu, jednak przy użyciu innych środków. Po raz pierwszy grupa zastosowała instrumenty akustyczne i elektryczne, takie jak gitary, do swojego zwyczajowego zestawu analogowych syntezatorów retro i cyfrowych sampli. Tak więc nie tworzy ona już muzyki elektronicznej, ale nie dającą się sklasyfikować hybrydę” – konstatuje recenzent.
Na rolę gitar w muzyce albumu zwraca również uwagę Colin Buttimer z BBC: „Jedyną prawdziwą zmianą jest obecność gitar i zmniejszenie znaczenia sampli wokalnych (jeśli już się pojawiają, to są o wiele bardziej rozmyte i odległe niż wcześniej). To ostatnie może być reakcją na niekończące się rozwiązywanie zagadek, do którego kuszą wielorakie odniesienia Geogaddi. Podobnie jak w przypadku poprzedników, The Campfire Headphase początkowo brzmi niemal zbyt łatwo dla ucha. Sama muzyka oferuje niewiele więcej niż podrasowanie dotychczasowego szablonu duetu. The Campfire Headphase jest idealnym towarzyszem letnich wieczorów, gdy zapada zmrok, będąc kluczem do zaginionej sztuki marzenia – podsumowuje.
Zdaniem Dana Nishimoto z magazynu PopMatters „powodzenie The Campfire Headphase zespołu Boards of Canada polega na tym, że tworzy on pożądaną przestrzeń zarówno dla artysty, jak i dla publiczności. Podczas gdy pierwsze dwie płyty duetu często zagrzebywały się w wyspiarskiej krypcie – podwodny boom bap Music Has the Right to Children i wyrachowany czynnik Nod Geogaddi doprowadzały do szału głównie internetowych chłopców – ich trzeci właściwy LP przyznaje wiodącą rolę publiczności, jak również prowadzi swoich słuchaczy wyraźniejszym grupowym głosem; melodyjne gitary i wyraźne hooki wabią słuchacza, podczas gdy skomplikowane efekty oblekają piosenki w charakterystyczny dla duetu zwodniczy sposób” – uważa recenzent.
„Choć po raz pierwszy [Boards of Canada] użyli akustycznych, analogowych instrumentów w połączeniu ze swoją Aladynową jaskinią elektronicznych rozkoszy, The Campfire Headphase nadal było nagrywane i ponownie nagrywane w sposób charakterystyczny dla Boards Of Canada, czyli od źródła do źródła w nieskończoność, pozbywając się krystalicznych detali i gotowego znaczenia, które najlepiej pozostawić pomniejszym śmiertelnikom” – ocenia Steve Hands z musicOMH zauważając, iż „być może bardziej optymistyczny niż jego poprzednik, [obecny album] wciąż ma w sobie coś z sub-powierzchniowego spokoju Geogaddi, chropowatego kuzyna partytury Angela Badalamentiego do filmu Mulholland Drive”.

### Listy tygodniowe
| Kraj              | Lista                 | Pozycja |
| ----------------- | --------------------- | ------- |
| Belgia            | Ultratop (Flandria)   | 71      |
| Francja           | SNEP                  | 86      |
| Holandia          | Dutch Album Top 100   | 83      |
| Irlandia          | IRMA                  | 55      |
| Norwegia          | VG-lista              | 40      |
| Stany Zjednoczone | Heatseekers Albums    | 5       |
| Stany Zjednoczone | Independent Albums    | 19      |
| Stany Zjednoczone | Vinyl Albums          | 8       |
| Szkocja           | Scottish Albums Chart | 24      |
| Wielka Brytania   | UK Albums Chart       | 41      |
| Wielka Brytania   | UK Dance Albums       | 2       |
| Wielka Brytania   | UK Independent Albums | 4       |